# Белев (село)
Белев (укр. Білів) — село в Зарянской сельской общине Ровненского района Ровненской области Украины.
Население по переписи 2001 года составляло 411 человек. Почтовый индекс — 35317. Телефонный код — 362. Код КОАТУУ — 5624684902.

## Достопримечательности
На окраине села расположено древнерусское городище X—XI веков.